# Argyresthia belangerella
Argyresthia belangerella is een vlinder uit de familie van de pedaalmotten (Argyresthiidae). De wetenschappelijke naam van de soort werd in 1875 gepubliceerd door Victor Toucey Chambers.